# Costaricatrogon
Costaricatrogon (Trogon clathratus) är en fågel i familjen trogoner inom ordningen trogonfåglar.

## Utbredning och systematik
Fågeln förekommer utmed kusten mot Karibien i Costa Rica och västra Panama. Den behandlas som monotypisk, det vill säga att den inte delas in i några underarter.

## Status
IUCN kategoriserar arten som livskraftig.

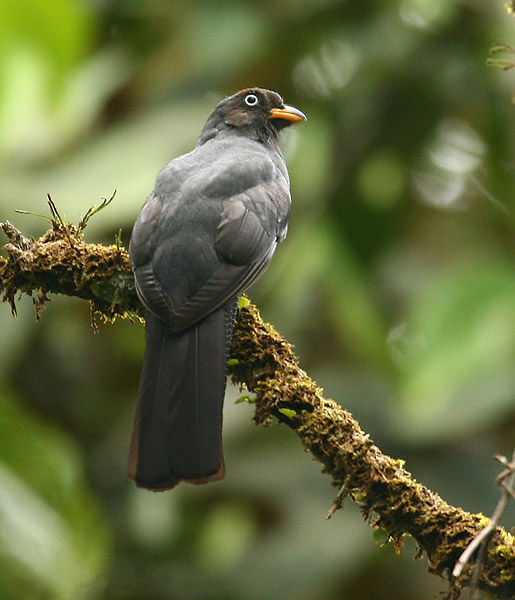